# Hynobius
Hynobius is een geslacht van salamanders uit de familie Aziatische landsalamanders (Hynobiidae). De groep werd voor het eerst wetenschappelijk beschreven door Johann Jakob von Tschudi in Hynobius. Later werd de wetenschappelijke naam Pseudosalamandra gebruikt.
Er zijn 36 soorten, inclusief de pas in 2016 beschreven soort Hynobius unisacculus. Alle soorten komen voor in delen van Azië en leven in de landen China, Japan, Korea en Rusland.

## Taxonomie
Geslacht Hynobius
- Soort Hynobius abei
- Soort Hynobius amakusaensis
- Soort Hynobius amjiensis
- Soort Hynobius arisanensis
- Soort Hynobius boulengeri
- Soort Hynobius chinensis
- Soort Hynobius dunni
- Soort Hynobius formosanus
- Soort Hynobius fucus
- Soort Hynobius glacialis
- Soort Hynobius guabangshanensis
- Soort Hynobius hidamontanus
- Soort Hynobius hirosei
- Soort Hynobius katoi
- Soort Hynobius kimurae – Kimura's salamander
- Soort Hynobius leechii
- Soort Hynobius lichenatus
- Soort Hynobius maoershanensis
- Soort Hynobius naevius
- Soort Hynobius nebulosus
- Soort Hynobius nigrescens
- Soort Hynobius okiensis
- Soort Hynobius osumiensis
- Soort Hynobius quelpaertensis
- Soort Hynobius retardatus
- Soort Hynobius shinichisatoi
- Soort Hynobius sonani
- Soort Hynobius stejnegeri
- Soort Hynobius takedai
- Soort Hynobius tokyoensis
- Soort Hynobius tsuensis
- Soort Hynobius turkestanicus
- Soort Hynobius unisacculus
- Soort Hynobius yangi
- Soort Hynobius yatsui
- Soort Hynobius yiwuensis